# 李约瑟
李約瑟，CH，FRS，FBA（1900年12月9日—1995年3月24日），生於英国英格蘭倫敦，生物化学家、漢學家。所著《中国科学技术史》对现代中西文化交流影响深远。他关于中国科技停滞的李约瑟难题也引起各界关注和讨论。

## 生平
李约瑟生于伦敦一个有教养的中产阶级苏格兰家庭，为独子。父亲是军医，母亲Alicia Adélaide Needham是音乐教师和作曲家。早年在剑桥大学受教育（学士1921年、硕士1925年1月、博士1925年10月），然后从1924年聘为剑桥大学冈维尔与凯斯学院的教授（fellow），在弗雷德里克·霍普金斯实验室工作，研究胚胎学和形态发生。
1924年李约瑟与大学同学德萝西·莫耳（中文名李大斐）结为伉俪，两人齐头并进，都成为享誉世界的胚胎生化学家，并双双当选为英国皇家学会会员。他31岁时出版了《化学胚胎学》，又发表《生物化学形态学》和《胚胎学史》，被科学界誉为“化学胚胎学之父”。德萝西·莫耳比他年长4岁。夫妻恩爱，志同道合。人到中年的尼达姆夫妇正处于婚姻美满、事业有成的巅峰状态。
1937年，三个中国人来到劍橋大學攻讀學位（鲁桂珍、王应睐、沈诗章）。其中，鲁桂珍，一个南京药剂师的女儿，金陵女子大学毕业生，和李约瑟发生了婚外恋。（李大斐接受了李约瑟与鲁的戀情，三人在同一屋簷下融洽共處長達50年。1987年李大斐病逝，李約瑟於兩年後迎娶与魯成婚。）鲁向李约瑟介绍中国悠久的“科学发明”和医药学，给身处“西方中心论”环境中的李约瑟带来很大的心灵震动，使他形成了“一个宝贵的信念，中国文明在科学技术史中曾起过从来没被认识到的巨大作用”。从此之后，李约瑟对中国科学发生极大兴趣，在鲁协助下开始学习汉语、文言文，立志研究中国科学技术史。
1941年，李約瑟獲選為英國皇家學會院士。受英国皇家学会之命，李约瑟从1942年到1946年在中国重庆任中英科学合作馆馆长，他为战时中国优秀科学家在西方科学杂志发表研究成果作出了很大的努力，并结识了竺可桢、傅斯年等中国科学家和学者，收集了大量的中国科学技术史文献。此外他又游历了还没有为日本占领的地方，包括敦煌和云南，又参观考察了中国各学术机构从而收集了大量文献和资料。这对他后来写《中国科学技术史》有极大帮助。
之后，他赴巴黎当上了联合国教科文组织自然科学部的第一位部长，而且得到中国学者王鈴的帮助而开始写《中国的科学与文明》。1948年，李约瑟回岡維爾與凱斯學院。尽管在1952年他因到中国查核细菌战的证据而受到排挤和批评，但并没有影响到他的写作计划。李约瑟从1967年至1976年担任岡維爾與凱斯學院院长。退休后，以他个人藏书为基础建立了东亚科学史图书馆。1987年，该馆发展为李约瑟研究所。1994年李约瑟当选为中国科学院外籍院士。
李约瑟于1982年罹患帕金森氏症。1987年李大斐病逝，李约瑟与魯桂珍在两年后的1989年成婚。1995年李约瑟在剑桥寓所辞世，享年94岁，骨灰安葬在研究所门前的菩提树树下。

## 贡献
李氏改变了国际社会对中国只会农业和艺术的观感。他以受非正式汉学教育的外国学者的身份，突出中华传统科技文化的丰富內涵并给予了充分的肯定。另外他对中国科技史的见解很独到。他的工作亦打开了国际社会对中国科技史的研究和重视，使其成为重要的国际的学术，同时令中国学者对自己的科技史做更加深入广泛的研究。但是由于其自身并未接受过正规的科学史教育，研究中国科学史乃兴趣所致（这一点可以从他夫人的话中得证：“鲁桂珍曾坦言：李约瑟并不是一位职业汉学家，也不是一位历史学家。他不曾受过学校的汉语和科学史的正规教育。实际上他根本没有正式学过科学史，只是在埋头实验工作之余，顺便涉猎而已。”），他的研究成果和结论后人必须以科学的态度正确对待。
同时亦因为李约瑟本是一位科学家，观点亦是以科学的眼光来看中国的停滞不前。他的李约瑟难题正好证明了这点。一些学者以历代的汉化和中央集权，来阐明“中国”文化思想上的高度一统性，欠缺多元化和竞争，从而使科技停滞。应注意是这些学者笔下的“中国”是指“汉族”生活区，而不包括自清朝前後的所包括的蒙、满、回、藏、苗等少数民族的居住区。

## 中国科学技术史
1948年，李约瑟向剑桥大学出版社提出了一个关于中国科学技术史丛书的计划。在提议被接受的几周内，该项目已经发展到七卷，并且从那时起，内容一直在扩展。他最初的合作者是在剑桥大学三一学院任职的历史学家王铃，两人曾于李庄相识。最初的几年李和王致力于编制一份清单，列出每一项在中国创造的机械发明和和构思的抽象理念。其中包括铸铁、犁头、马镫、火药、印刷术、指南针和发条装置，其中大部分在当时被错认是西方的发明。书的第一卷最终于1954年出版。
该丛书获得了广泛的赞誉。李自己撰写了十五卷，但自1995年他去世后，更多卷陆续出版。后来，书的第三卷被拆分，因此现已出版了27卷。每一卷在完成时即出版，这意味着出版顺序和项目最初设想的顺序不一致。
今天，该项目仍在李约瑟研究所出版委员会的指导下进行，由梅建军(Mei Jianjun) 教授指导。

## 李约瑟难题
李约瑟难题（Needham's Grand Question）无疑是李氏研究中国科学技术史的中心论题。他提出了：尽管中国古代对人类科技发展做出了很多重要贡献，但为什么科学和工业革命没有在近代的中国发生？
他个人见解是：中国长久没有发展了，如腓尼基人和希腊人早期的城邦和现代城市，要为生存而互相竞争的环境。中国实现首次统一后（可能指的是秦的统一），他所谓的“封建官僚制度”的政府实行中央指导性政策。所谓“封建”是指分封諸侯，所谓“官僚”是指皇帝直接管理官员，地方行政只对朝廷负责。官僚思想深刻地渗透到整个中国人的复杂思想中。甚至在民间传说中，也充满了这种思想。科举制度也鼓吹这种“封建官僚制度”
这种制度产生了两种效应。正面效应加上科举制度的选拔，可以使中国非常有效地集中了大批聪明的、受过良好教育的人，他们的管理使得中国井然有序，并使中国发展了以整体理论，实用化研究方法的科技。比如中国古代天文学取得了很大成就，其数据至今仍有借鉴价值，再比如大运河的修建等。
但这种“封建官僚制度”的负面效应是，使得新观念很难被社会接受，新技术开发领域几乎没有竞争。在中国，商业阶级从未获得欧洲商人所获得的那种权利。中国有许多短语，如“重农轻商”等，和中国历代的“重农抑商”政策表明了在那些年代的官僚政府的指导性政策。比如明朝末期的宋应星在参加科举失败后撰写《天工开物》，但他认为不会有官员读这本书。
在西方，发展了以还原论，公式化研究方法的科技。此种科技的兴起与商业阶级的兴起相联系，鼓励较强的技术开发竞争。在中国，反对此种科技的发展的阻力太大。西方式的科技发展却能冲破这些阻力，取得现在的成就。比如欧洲国家之间的竞争使得欧洲在中国火药的基础上发明并改良火药武器。在这方面，自秦朝以后的中国不但比不上相同时期的欧洲，甚至比不上春秋战国时期的中国。
另外他补充到：中国所处的地理环境也互相影响了政府的态度。中国独有的水利问题（尤其是黄河）令中国人从很早的时候起就得去修建水利网，而且必须从整体集中资源治理，才能有希望解决水患问题。水利网超出了任何一个封建领主的领地，这就可以解释为什么在中国，封建主义让位给中国官僚式的文明。
最后他做出结论：“如果中国人有欧美的具体环境，而不是处于一个广大的、西面被沙漠切断，北面是寒冷的雪山，南面是丛林，东面是宽广的海洋的这样一个地区，那情况将会完全不同。那将是中国人，而不是欧洲人发明科学技术和资本主义。历史上伟大人物的名字将是中国人的名字，而不是伽利略、牛顿和哈维等人的名字。”李约瑟甚至说，如果那样，将是欧洲人学习中国的象形文字，以便学习科学技术，而不是中国人学习西方的按字母顺序排列的语言。
另外现任李约瑟研究所所长古克礼转述了李约瑟临终前的观点：“李约瑟先生透过他多年来对中国以及中国人的了解，他确信中国能够再度崛起，一个拥有如此伟大的文化的国家，一个拥有如此伟大的人民的国家，必将对世界文明再次做出伟大贡献。”

## 评价
李约瑟难题引发了关于中国为何被西方社会的科学和技术超越的争论。但是，该难题本身的前提就有疑问，中国古代的科学技术并未高于西方，特别是科学，中国没有产生逻辑化的、系统的科学体系，只有零散的科学知识，偏重技术，缺乏理论研究。爱因斯坦就明确表示，由于中国既没有产生形式逻辑也没有产生实验方法，中国是不可能产生科学的。一些中国学者也指出，李约瑟对中国的科学技术过度高估。但如果對比墨子的故、理、類的中國己知的第一種邏輯體系，則以上兩種觀點很難成立。
他的主要研究集中于衡量儒家和道家在中国科技发现中的影响，并通过描述中国科技的传播者（diffusionist）过程，以强调中国科技发展为何与西方的可感知性独立性创造思维渐行渐远。
李约瑟的研究遭到一些学者的批评，包括对他就中国科技成就的强烈倾向，和强调中国对于世界创造的重要贡献。李约瑟的合作者之一，南森·席文（Nathan Sivin）在赞赏李约瑟的不朽贡献的同时，也主张李约瑟难题是一个反事实假设——它不可能有合适答案：“这个问题很纠结——为什么中国在工业革命时期不能击败欧洲列强？这个问题类似于去问：为何你的名字不能出现在今天报纸的第三页？”然而，席文的批判也可被历史研究方法论所否定，因为他的争论会排除了所有历史原因性讨论。席文的逻辑是一旦历史事件的原因没有发生，那么这个原因就是反事实的，因此就判定其不是有效答案。物理学家吴大猷说：“我国有些人士以为科学‘我国自古有之’，看了英人李约瑟大著《中国之科学与文明》而大喜，盖其列举许多技术发明，有早于西欧数世纪的，足证超于西欧也。然细读该书，则甚易见我国的发明，多係技术性、观察性、纪录性、个别性，而......弱于抽象的、逻辑的、分析的、演绎的科学系统。......一般言之，我们民族的传统，是偏重实用的。我们有发明、有技术，而没有科学。”
李约瑟对于儒家和道家的谴责，被许多学者争议为是早期中国共产主义者对其他竞争思想体系的简单反映。一个关于李约瑟难题的普遍但存在争议的解释是中国没有类似字母表的普及事物，其导致诸多结果：活字印刷术无法获得应有的推广；没有字母表的中国普遍存在较低的文化普及率及阅读书写能力，印刷品的成本高昂。比如，1725年，清朝政府整理25万活动字体才制作出64典的《古今图书集成》。但是这个解释很快遭到质疑：为什么西方国家仍然战胜了一些拥有字母表（比如伊斯兰教的阿拉伯字母）的国家。
李约瑟的政治主张被许多学者视为異端，他在科技等方面的研究则基于基督教社会主义的理想形式。1952年，李约瑟作为一个观察员参加了朝鲜战争，在他的报告中，他支持中国共产党人：关于美军在朝鲜战场中使用细菌战的指控。李约瑟的传记作者西蒙·温彻斯特评价道：“李约瑟理智地爱着共产主义，然而共产党的间谍人员却无情地欺骗了他。”温彻斯特也指出，因为李约瑟的政治谴责，他直到1970年代才从美国政府的黑名单中移出。

## 著作
- 《中国科学技术史》第一卷 总论1954，中文版1975科学出版社。
- 《中国科学技术史》第二卷 科学思想史1956，中文版1990科学出版社。
- 《中国科学技术史》第三卷 数学、天学和地学1959，中文版1975科学出版社。
- 《中国科学技术史》第四卷 物理学1965-1971，中文版1999科学出版社
- 《中国科学技术史》第五卷 化学（炼丹和火药，其余内容为他人所著）1976-1987，中文版1990科学出版社
- 《中国科学技术史》第六卷 生物学（植物学和医学，其余内容为他人所著）1986-2000，中文版2006科学出版社。
- 《中国科学技术史》第七卷 社会背景1998，中文版2018科学出版社。

文集
- 《李约瑟文集》1986辽宁科学技术出版社
- 《李约瑟文录》2004浙江文艺出版社。收集了李约瑟散文、随笔、杂谈多篇，包括：一 自传，二 中国科学与文化，三 科学和哲学，四 科学与宗教等内容。附寻一 李约瑟生平大事纪年，附寻二 李约瑟博士：20世纪杰出的科学家与人文主义者。

## 荣誉
1983年，李约瑟博士主持撰写的《中国科学技术史》获中国国家自然科学奖一等奖。